# Agelastes meleagrides
La pintada pechiblanca  o guineo de pecho blanco (Agelastes meleagrides) es una especie de ave galliforme de la familia Numididae. Es una de las pintadas más escasas. Vive sólo en las selvas que existen entre Ghana y Guinea. No se reconocen subespecies.

## Características
Distinta al resto de pintadas por su aspecto, que recuerda más al de un pavo. Tiene 50 cm de longitud. Vive en bandadas más o menos numerosas. Posee un espolón suplementario, como el faisán.